# La Ferrière-Bochard
La Ferrière-Bochard és un municipi francès situat al departament de l'Orne i a la regió de Normandia. L'any 2007 tenia 696 habitants.

## Demografia

### Població
El 2007 la població de fet de La Ferrière-Bochard era de 696 persones. Hi havia 263 famílies de les quals 41 eren unipersonals (25 homes vivint sols i 16 dones vivint soles), 86 parelles sense fills, 107 parelles amb fills i 29 famílies monoparentals amb fills.
La població ha evolucionat segons el següent gràfic:
Habitants censats

### Habitatges
El 2007 hi havia 288 habitatges, 265 eren l'habitatge principal de la família, 6 eren segones residències i 18 estaven desocupats. 283 eren cases i 5 eren apartaments. Dels 265 habitatges principals, 190 estaven ocupats pels seus propietaris, 69 estaven llogats i ocupats pels llogaters i 5 estaven cedits a títol gratuït; 1 tenia una cambra, 10 en tenien dues, 38 en tenien tres, 91 en tenien quatre i 125 en tenien cinc o més. 229 habitatges disposaven pel capbaix d'una plaça de pàrquing. A 105 habitatges hi havia un automòbil i a 147 n'hi havia dos o més.

### Piràmide de població
La piràmide de població per edats i sexe el 2009 era:
| Homes | Edats   | Dones |
| ----- | ------- | ----- |
| 0     | 95 o +  | 0     |
| 0     | 90 a 94 | 4     |
| 4     | 85 a 89 | 8     |
| 0     | 80 a 84 | 0     |
| 12    | 75 a 79 | 4     |
| 4     | 70 a 74 | 16    |
| 4     | 65 a 69 | 16    |
| 8     | 60 a 64 | 8     |
| 20    | 55 a 59 | 8     |
| 24    | 50 a 54 | 12    |
| 32    | 45 a 49 | 36    |
| 32    | 40 a 44 | 28    |
| 16    | 35 a 39 | 20    |
| 16    | 30 a 34 | 12    |
| 16    | 25 a 29 | 32    |
| 16    | 20 a 24 | 8     |
| 37    | 15 a 19 | 20    |
| 28    | 10 a 14 | 16    |
| 8     | 5 a 9   | 16    |
| 20    | 0 a 4   | 12    |

## Economia
El 2007 la població en edat de treballar era de 468 persones, 365 eren actives i 103 eren inactives. De les 365 persones actives 347 estaven ocupades (189 homes i 158 dones) i 17 estaven aturades (7 homes i 10 dones). De les 103 persones inactives 44 estaven jubilades, 37 estaven estudiant i 22 estaven classificades com a «altres inactius».

### Ingressos
El 2009 a La Ferrière-Bochard hi havia 268 unitats fiscals que integraven 696 persones, la mediana anual d'ingressos fiscals per persona era de 16.910 €.

### Activitats econòmiques
Dels 18 establiments que hi havia el 2007, 3 eren d'empreses alimentàries, 1 d'una empresa de fabricació d'altres productes industrials, 8 d'empreses de construcció, 1 d'una empresa de comerç i reparació d'automòbils, 1 d'una empresa d'hostatgeria i restauració, 1 d'una empresa de serveis, 1 d'una entitat de l'administració pública i 2 d'empreses classificades com a «altres activitats de serveis».
Dels 9 establiments de servei als particulars que hi havia el 2009, 2 eren fusteries, 4 lampisteries, 1 empresa de construcció, 1 perruqueria i 1 restaurant.
L'únic establiment comercial que hi havia el 2009 era una fleca.
L'any 2000 a La Ferrière-Bochard hi havia 21 explotacions agrícoles que ocupaven un total de 492 hectàrees.

## Equipaments sanitaris i escolars
El 2009 hi havia una escola elemental integrada dins d'un grup escolar amb les comunes properes formant una escola dispersa.

## Poblacions més properes
El següent diagrama mostra les poblacions més properes.